# Live at Park Ave.
Live at Park Ave. is een livealbum van de Amerikaanse rockband The Gaslight Anthem. Het album bevat live-versies van eerder uitgegeven nummers. Het album werd uitgegeven op 19 april 2009 via SideOneDummy Records op 10-inch vinyl. In februari 2010 werd het ook uitgegeven als muziekdownload. Het album werd heruitgegeven in februari 2015 op gekleurd vinyl.
Het album werd opgenomen op 23 oktober 2008 bij Park Ave CDs tijdens een tournee van The Gaslight Anthem samen met Thrice, Alkaline Trio en Rise Against. Begin 2009 werden de titel, nummers en uitgavedatum van het album aangekondigd. Het zou worden uitgegeven op Record Store Day.

## Nummers
"Once Upon a Time" is een cover die oorspronkelijk door Robert Bradley's Blackwater Surprise werd uitgevoerd. De meeste nummers zijn eerder als studio-versie uitgegeven op The '59 Sound (2008). "The Navesink Banks" is niet eerder uitgegeven.
1. "Film Noir" (The '59 Sound) - 3:20
2. "Miles Davis & the Cool" (The '59 Sound) - 4:16
3. "Blue Jeans & White T-Shirts" (Señor and the Queen) - 3:20
4. "The Navesink Banks" - 2:48
5. "Here's Looking at You, Kid" (The '59 Sound) - 3:34
6. "Once Upon a Time" (The '59 Sound) - 3:40